# 旱溪東、西路

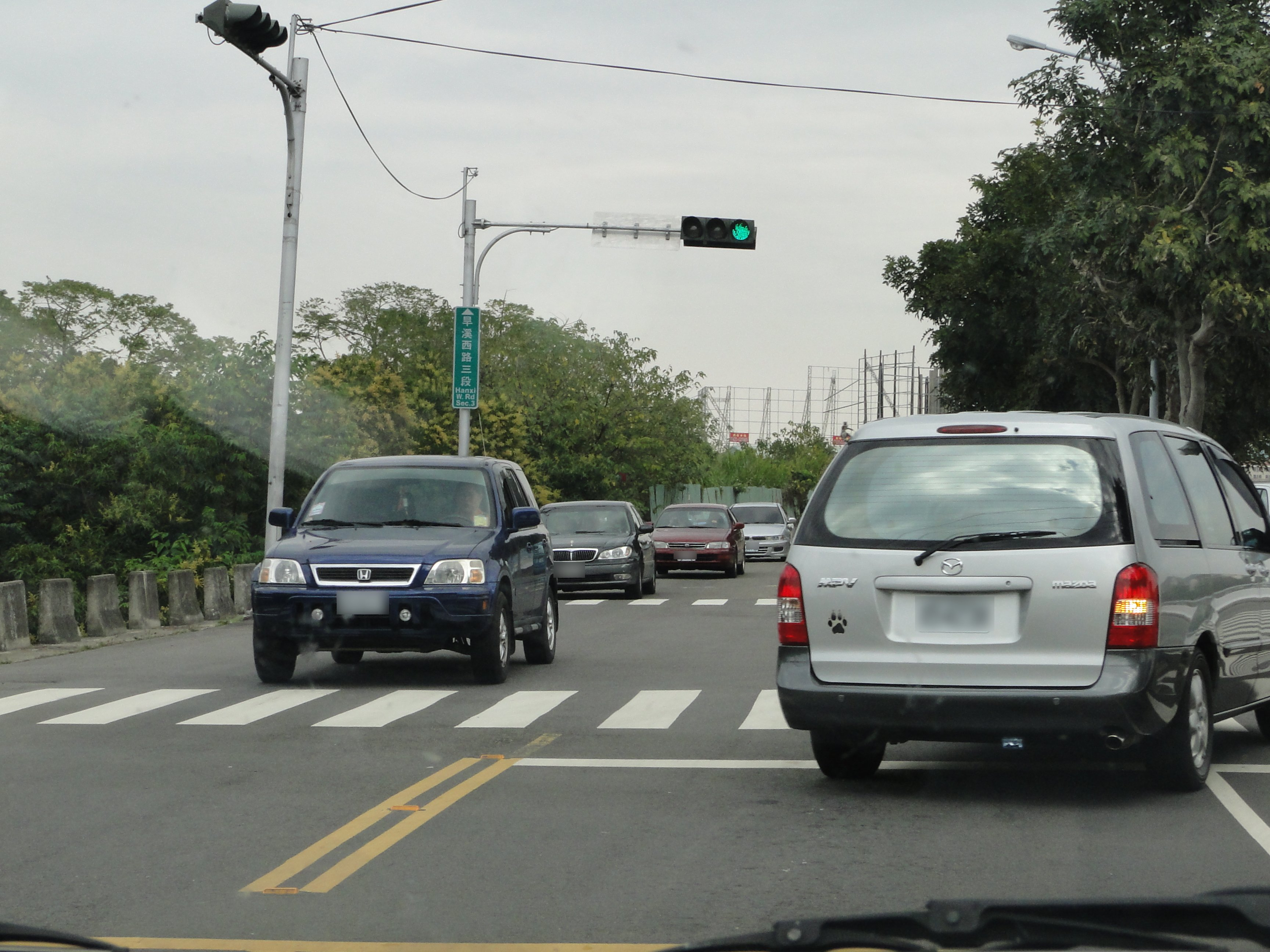
旱溪西路三段

旱溪東、西路為台灣台中市市區重要的連絡道路之一，闢建於1991年，大約呈南北向，皆位於旱溪兩側而建，目前分為七段。起於環中東路五段；旱溪東西路目前北至豐原區鎌村、田心路口，鎌村、田心路以北的路段尚在配合河川整治，而松竹路以北路段尚為單行道。

## 行經行政區域
（由南至北）
- 東區
- 太平區
- 北區
- 北屯區
- 潭子區
- 豐原區（部分興建中）

## 分段
- 一段：環中東路（東區與大里區交界處）—精武路
- 二段：精武路—太原路
- 三段：太原路—松竹路
- 四段：松竹路—環中東路
- 五段：環中東路—潭興路
- 六段：潭興路—仁愛路
- 七段：仁愛路—東路鎌村路、西路 田心路二段

## 車道配置
- 旱溪西路：南興北二路以南配置雙向二車道，南興北二路以北配置單向一車道
- 旱溪東路：松竹路以南配置雙向二車道，松竹路以北配置單向一車道

## 沿線設施

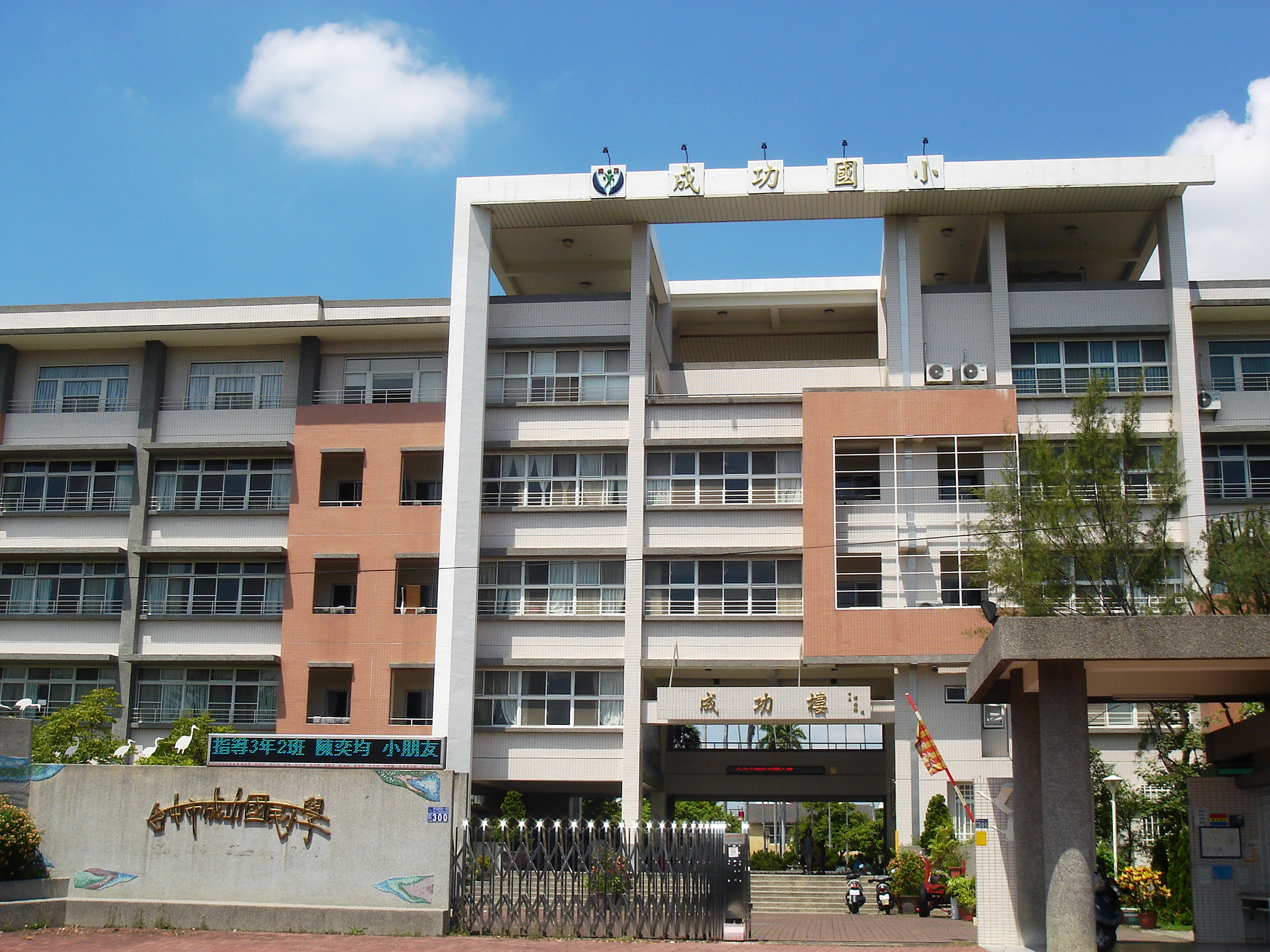
市立成功國小位於旱溪西路上校門

一段 （東區／太平區）
東區
環中東路五段
十甲東路（東昇橋）
 振興路（東門橋：八七水災後改建；2001年桃芝颱風沖斷，兩年後新橋建成）
- 旱溪重劃區
- 旱溪夜市
- 臺中市立育英國民中學
- 臺中市東區成功國民小學
- 樂成公園（東區區公所）
- 樂業路

旱溪老街（聖母橋，樂成宮）
- 新天地餐廳東區店、新天地西洋博物館

自由路四段
十甲路
- 長福公園
- 臺鐵台中線精武車站

太平區
精武路／中山路四段（精武橋）
二段（東區／太平區／北屯區）
東區

太平區
- 新福公園

新光橋
- 靈仙宗道院
- 太平新光重劃區（金母橋）
  - 臺中市太平區新光國民小學
  - 臺中市立新光國民中學

北屯區
- 臺中市世華駕訓班

太原路三段
三段（北屯區）
- 三甲公園
- 十期重劃區（軍功里、水景里）

東山路（大坑風景區）
- 臺中市北屯區東光國民小學
- 景倡公園
- 臺中市政府社會局北屯區家庭福利服務中心（新移民家庭福利服務中心、新移民多元圖書室、三十張犁婦女福利服務中心）

海天橋
舊社橋
松竹路一段（台中捷運綠線舊社站）
四段（北屯區）
- 台中捷運綠線北屯機廠
- 台中捷運綠線北屯總站
- 好市多北臺中店
- 補鼎仔公園

五段（潭子區）
- 潭子區清潔隊
- 臺中市私立常春藤高級中學
- 臺中市私立華盛頓國民小學

環中東路一段
- 臺中市政府警察局
- 臺中市潭子區聯合辦公大樓（潭子區公所、臺中市養護工程處）

潭興路一、二段
六段（潭子區）
- 臺中市私立大明高級中學藝術校區

 潭子交流道（僅西出東入）
 仁愛路一段
七段（潭子區／豐原區）
潭子區
- 陸軍新田營區

祥和路
豐原區

- 豐原水資源回收中心

田心路二段／鎌村路